# Lauren Flanigan
Lauren Flanigan (San Francisco, 18 maggio 1959) è un soprano statunitense.

## Biografia
Nata a San Francisco nel 1958, esordì sulle scene a dodici anni, quando interpretò Flora in The Turn of the Screw al San Francisco Western Opera Theatre. Successivamente studiò canto all'Università di Boston e si perfezionò alla Manhattan School of Music con Judith Raskin e alla Juilliard School.
Nel 1985 esordì alla Des Moines Metro Opera come Clorinda ne La Cenerentola e negli anni successivi tornò a cantarvi come Musetta ne La bohème, Miss Jessel ne Il giro di vite e Rosalinda ne Il pipistrello. Nel 1986 fu Leila ne I pescatori di perle all'Hawaii Opera Theatre, mentre nel 1987 cantò nella prima assoluta di Where's Dick? con l'Opera Omaha, diretta da Anne Bogart. Nel 1990 fu Christine in Intermezzo al Glimmerglass Festival, dove tornò nel 1992 nel ruolo della Governante ne Il giro di vite. Nel 1991 fu Donna Anna nel Don Giovanni alla Seattle Opera, ove tornò nei ruoli della Governante e di Violetta ne La traviata. Nel 1992 fu la sposa/madre/moglie nella prima statunitense di The Vanishing Bridegroom all'Opera Theatre of Saint Louis. Nel 1996 esordì al Teatro alla Scala come Abigaille in Nabucco, diretta da Riccardo Muti. Sei mesi più tardi fece il suo debutto alla San Francisco Opera come Jaroslavna ne Il principe Igor', mentre nel 1997 tornò in Italia come Abigaille al Teatro di San Carlo. Nel 2002 fu Eglantine in Euryanthe al Festival di Glyndebourne e alla Royal Albert Hall.
Tuttavia, ottenne i suoi maggiori successi con la New York City Opera, con cui esordì nel 1990 come Musetta ne La bohème. Continuò a cantare con la NYCO fino agli anni 2010, apparendo in ruoli quali Esther, Eve nella prima di Lilith, Ursula in Mathis der Maler, la Governante in Giro di vite, Anna ne I sette peccati capitali, Lady Macbeth in Macbeth, Elisabetta I in Roberto Devereux, Marietta in Die tote Stadt, Cleopatra in Antony and Cleopatra, Vanessa e Myra in Séance on a Wet Afternoon. Nel 1991 fece il suo debutto al Metropolitan Opera House come Lucienne nella prima mondiale de I fantasmi di Versailles, tornandovi poi nel 1993 nel ruolo della principessa straniera in Rusalka, Giselda ne I Lombardi alla prima crociata (con Luciano Pavarotti) e, infine, nel 1994 come Musetta accanto ad Angela Gheorghiu e Richard Leech. Nel 2002 cantò alla Carnegie Hall nella prima della VI Sinfonia di Philip Glass, composta appositamente per lei.

## Videografia parziale
- Nabucco (1997) - Renato Bruson, Carlo Colombara, Monica Bacelli, Maurizio Frusoni. Dir. Paolo Carignani. Brilliant